# Рипуарські діалекти
Рипуарські діалекти (нім. Ripuarisch, Ripuarisch Platt, дос. «Річкова» або «Річкова нижньонімецька») об'єднують групу західногерманських діалектів, поширених в Рейнландії, Східній Бельгії та голландському Лімбурзі від Кельна і Дюссельдорфа на північному заході й до Аахена на заході, до Вальдбрелю на сході (інакше кажучи, в Німеччині, Бельгії та Нідерландах). Цією мовою користуються рипурські франки. Найвідоміший із діалектів цієї групи — кельш, діалект Кельна.
Генеалогічна класифікація. Індо-європейська родина — германська група — західногерманська група — верхньонімецька підгрупа — центральнонімецька — західноцентральнонімецька — центральнофранконська.
Загалом рипурськими діалектами розмовляють близько одного мільйона людей.